# 中大同
中大同（546年四月－547年四月）是梁武帝萧衍的第六个年号，共计1年。

## 纪年
| 中大同 | 元年  | 二年  |
| ------ | ----- | ----- |
| 公元   | 546年 | 547年 |
| 干支   | 丙寅  | 丁卯  |

## 参看
- 中国年号索引
- 同期存在的其他政权年号
  - 武定（543年正月－550年五月）：東魏政权東魏孝靜帝元善見年号
  - 大統（535年正月－551年十二月）：西魏政权西魏文帝元宝炬年号
  - 天德（544年－548年）：越南君主李賁的年号
  - 章和（531年－548年）：高昌政权麴坚年号
  - 建元（536年－550年）：新羅真興王的年号